# Alog
Alog sono stati un duo norvegese di musica elettronica e sperimentale.

## Storia del gruppo
Gl Alog si formarono nel 1997 a Tromsø nella contea di Troms e sono composti da Espen Sommer Eide e Dag-Are Haugan. Il duo pubblicò i suoi album per la Rune Grammofon, per la quale hanno inciso altri artisti alternativi e d'avanguardia. Nel 2005 gli Alog vinsero il Spellemannprisen, che viene considerato da molti il Grammy Award norvegese. Eide e Haughan sono anche attivi come solisti.

## Formazione
- Espen Sommer Eide
- Dag-Are Haugan

## Discografia

### Album in studio
- 1999 – Red Shift Swing
- 2001 – Duck-Rabbit
- 2005 – Catch That Totem!
- 2005 – Miniatures
- 2007 – Amateur
- 2011 – Unemployed

### Extended play
- 2006 – Islands of Memory